# Jira Bulahi Bad
Jira Bulahi Bad (sinh ngày 20 tháng 6 năm 1965 tại El Aaioun, Tây Sahara do Ma-rốc quản lý). Cô là một kỹ sư, chính trị gia và một nhà hoạt động xã hội từ Cộng hòa Dân chủ Ả Rập Sahrawi đang tranh chấp.

## Tiểu sử
Sau cuộc biểu tình rầm rộ Tháng ba xanh diễn ra vào tháng 11 năm 1975, Bad đã cùng gia đình đến Tindouf, Algeria, gần biên giới với Mauritania, Tây Sahara và Ma-rốc. Cô hoàn thành chương trình giáo dục tại trường trung học ở nước đó và tận dụng học bổng để học ngành kỹ thuật điện ở Cuba. Khi trở về, cô gia nhập nhiều tổ chức chính trị và xã hội Sahrawi, như Đoàn Thanh niên Sahrawi và Liên minh Phụ nữ Sahrawi, những thực thể mà cô nắm giữ các vị trí lãnh đạo.
Trong những năm sau khi trở về, Bad chiếm lĩnh bản thân với các mối quan hệ quốc tế. Sau khi lấy bằng thạc sĩ Hợp tác quốc tế tại Đại học Alicante ở Tây Ban Nha, cô trở thành đại diện của "Popular de Liberación de Saguía el Hamra y Río de Oro" (tiếng Anh: ("Mặt trận phổ biến giải phóng Saguia el-Hamra và Río de Oro ", hay " Mặt trận Polisario ") ở Thụy Điển cho các nước Bắc Âu. Cô cũng từng đảm nhận chức vụ giám đốc của Vụ Quan hệ và Hợp tác Quốc tế.